# Figatellu

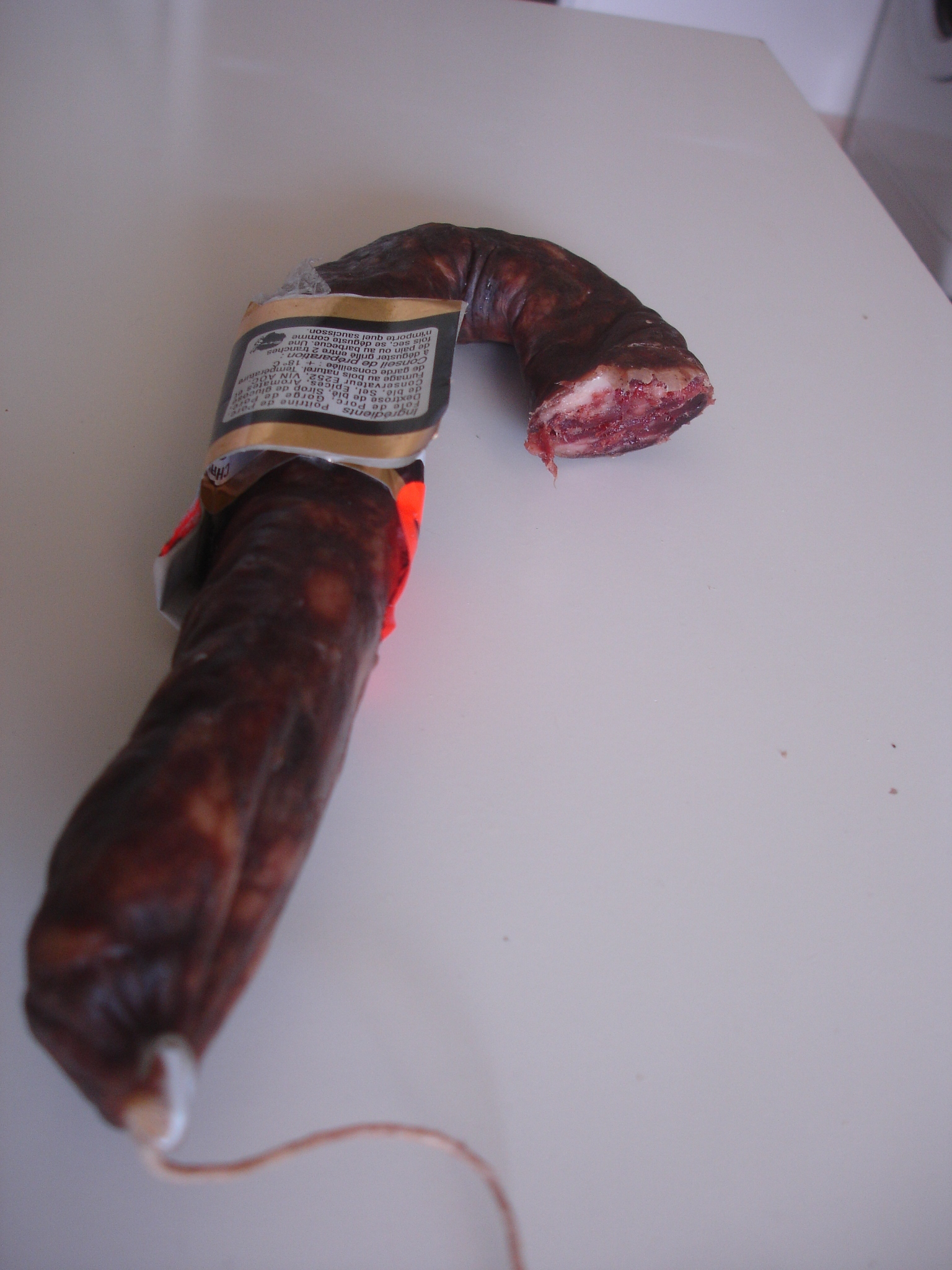
Figatellu corso.

El figatellu (plural figatelli) es un salume (fiambre) típico de la cocina corsa. Se trata de una salchicha fresca hecha con hígado de cerdo condimentado con muchos dientes de ajo. Puede tomarse asada a la brasa, con una salsa de lentejas o cruda, cuando se seca y se cura. Se acompaña tradicionalmente con polenta y en algunas zonas con brocciu.
Según un estudio de dos investigadores de Marsella, que apareció en el diario francés La Provence, se ha determinado que algunos casos de hepatitis E pueden estar relacionado con el consumo de figatelli. La hepatitis E es una inflamación del hígado. Según el doctor Philippe Colson, «el hígado de cerdo es una reserva de hepatitis E.» La cocción puede matar el virus, por lo que es mejor consumir el figatellu cocinado.